# Christstollen

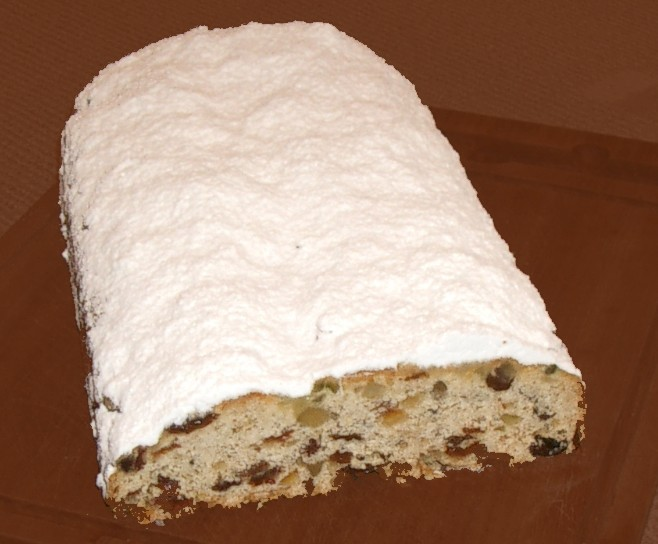
Christstollen. Se puede ver en el corte que ya ha sido empezado.

El Christstollen es un pan servido como postre en Navidad (incluso en el Adviento) y que tiene formas que recuerdan a un niño recién nacido envuelto en sus pañales (ese es el consejo que dan los cocineros cuando se elabora). Por esta razón se cubre de polvo de azúcar. Es muy conocido en la cocina alemana navideña. 

## Elaboración

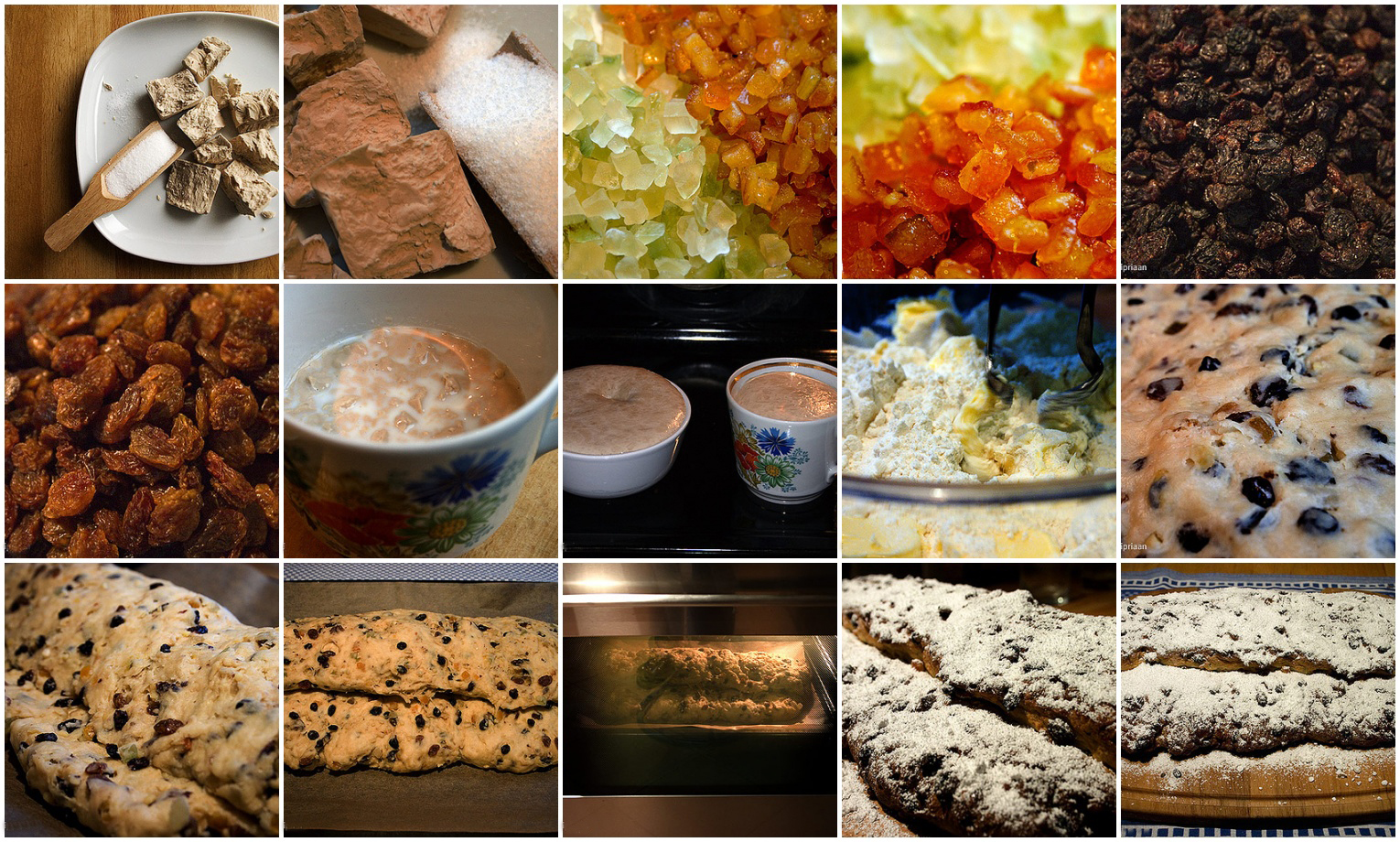
Pasos en la elaboración de un Stollen.

El Stollen se compone de una masa pesada de levadura. Para 10 kg de harina contiene cerca de 5 kg de mantequilla (o incluso margarina o aceite vegetal) y casi 6 kg de pasas sultanas y cortezas confitadas de cidra (o limón) y de naranja. No se aconseja el empleo de cacahuetes ni otras semillas de leguminosas.

## Historia

### Los comienzos
La elaboración artesanal del Christstollen se puede decir que posee una larga tradición en la cocina alemana. La primera mención de este postre en un documento data del año 1329 en Naumburgo a orillas del Saale, como un regalo de Navidad ofrecido a un obispo. Por aquel entonces era un pastel más ligero, ideal para los ayunos de Adviento. La forma antigua es muy similar a la actual y ha sufrido pocos cambios, y es porque se elabora intencionadamente con la forma de un niño envuelto en pañales (recordando de esta forma al niño Jesús recién nacido). Esto explica su capa externa de azúcar glaseado. 
Las tradiciones católicas no permitían la ingesta de leche y de mantequilla durante los periodos de ayuno. Por esta razón la masa de los primeros Stollen sólo podía ser elaborada con ingredientes sencillos, como agua, avena y aceite de nabos. La forma de elaboración primitiva desagradaba debido a su sabor austero a los nobles de la época, por lo que en 1430 rogaron al príncipe Ernesto de Sajonia y a su hermano, el duque Alberto, que intercedieran ante el papa Nicolás V para que fuera posible incluir la mantequilla en la receta del Stollen. El Padre Santo rechazó la petición. El primer papa que permitió por fin incluir este alimento en el ayuno de Adviento fue Inocencio VIII que en 1491 escribió una carta autorizando su uso. La carta fue llamada: "Carta de la mantequilla" ("Butterbrief"), pero puso como condición que se sustituyera el aceite por la mantequilla. La Butterbrief tenía aún algunas exigencias más: cada vez que se elaboraba un Stollen, debería pagarse una cantidad a la Iglesia para construir la catedral de Freiberg. La Butterbrief establecía en sus comienzos que sólo los nobles y algunos de sus allegados podrían probar este postre, pero pronto se extendió al pueblo este permiso. De esta forma se puede decir con derecho que Inocencio VIII fue el primer papa que escribió la receta de un postre.

### La Época de Dresde

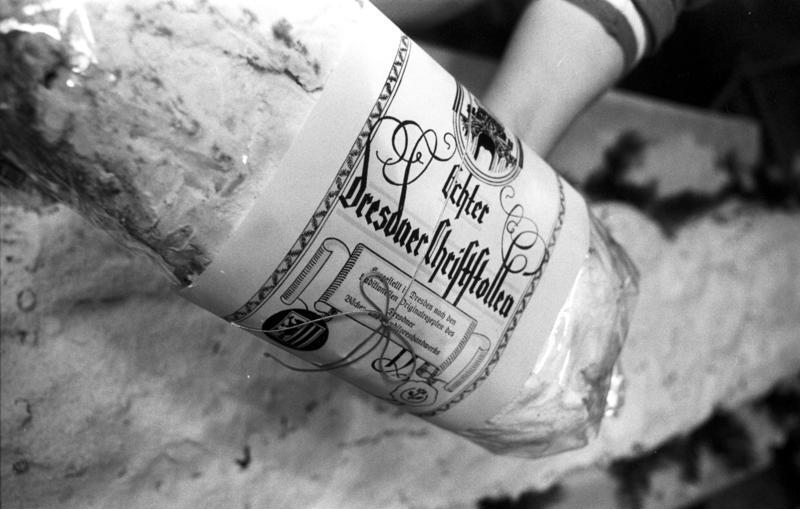
Presentación de un Stollen (1989).

La tradición oral cuenta que un pastelero de la corte (Hofbäcker) llamado Heinrich Drasdo en Torgau (Sajonia) fue el primero en añadir a la fórmula frutos secos porque lo encontraba demasiado sencillo para ser un pastel navideño. Y así se "enriqueció" el pastel hasta llegar a la forma conocida en la actualidad, y al mismo tiempo el "Drasdner Stollen" fue conocido primero en Sajonia y posteriormente en toda Alemania.
En Dresde se vuelve a mencionar el Christstollen casi 150 años después de las referencias de Naumburgo. En una factura de Dresde aparece la fecha Anno 1474'  unida al concepto "Christbrod" asignada como gasto a la corte allí establecida. En esta comarca se denominaba al Stollen "Striezel". De esta forma el mercado navideño (Weihnachtsmarkt) también recibe el nombre de Striezelmarkt (uno de los más antiguos de Alemania) debido a que el Stollen se vendía en aquella época, lo cual indica su popularidad. Desde el año 1500 se vendían en Dresde los "Christbrod uff Weihnachten". A partir de 1560 los pasteleros de Sajonia ofrecían a los nobles cada año un regalo consistente en dos "Weihnachtsstollen" de 1,50 metros de longitud y 36 libras de peso. El regalo era realizado por ocho panaderos y sus respectivos aprendices, que ellos mismos llevaban al castillo. En el año 1730 Augusto II de Polonia (August der Starke) mandó hacer un inmenso Stollen de casi 1,8 toneladas y que se llegó a distribuir en 24.000 porciones. Esta acción hizo que se volviera tradicional hacer una Stollenfest (Fiesta del Stollen) en Dresde el segundo sábado de Adviento. Es un hecho comprobado, que los pasteleros de las ciudades de Meißen y Siebenlehn elaboraron grandes cantidades de Stollen para el mercado navideño Striezelmarkt, lo cual no agradó a sus colegas de Dresde. Al final de la Guerra de los Treinta Años en el año 1648 los pasteleros de Dresde exigieron su privilegios como únicos vendedores de Stollen en el Striezelmarkt.

### Actualidad
La denominación de "Dresdner Stollen" era libre y su empleo era libre por parte de cualquier pastelero de Alemania, pero durante la reunificación de Alemania se habló de la denominación de origen del Stollen. Desde 1997 se ha protegido la denominación de tal forma que sólo se puede llamar "Dresdner Stollen" los que se hacen en Dresde; así se protegen las recetas de cerca de 150 pasteleros de Dresde y se garantiza al consumidor la originalidad del producto. 
De todas formas la popularidad de este pastel navideño hace que se elabore en otras partes de Alemania, pero el nombre varía ligeramente: en los Montes Metálicos ("Erzgebirgischer Stollen"), en Bremen ("Bremer Klaben"), en Westfalia ("Münsterländer Stollen"), en Erfurt ("Schittchen"), en Múnich ("Münchner Kindl Stollen"), en el Eifel ("Stollenbäcker") y en Colonia ("Kölner Stollen"). El mayor productor de Stollen curiosamente tiene su sede en Colonia y Würselen junto a Aquisgrán.

## Tipos de Christstollen

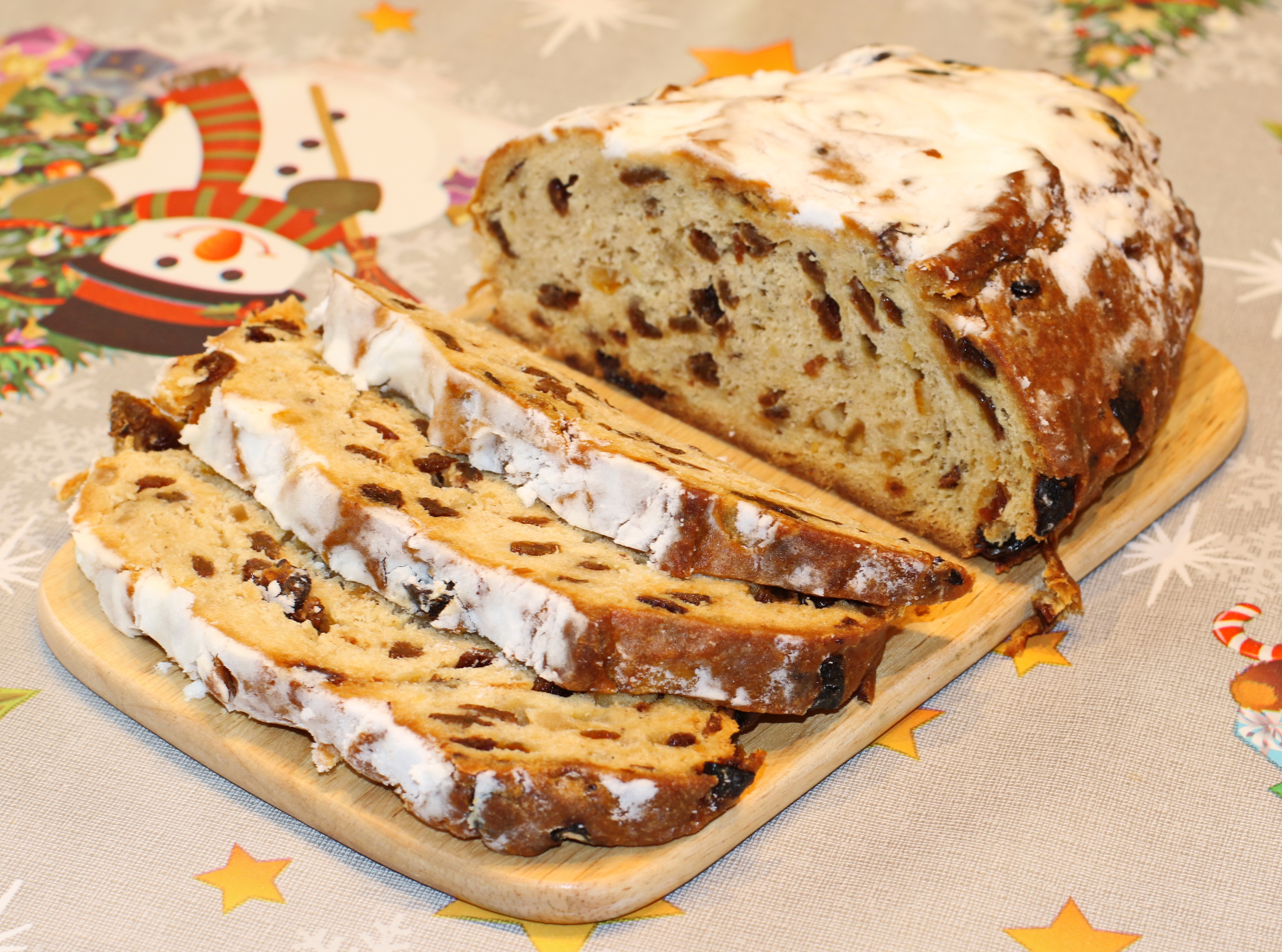
Christstollen en Erzgebirge, Sajonia.

### Mandelstollen
Mandelstollen (Stollen de almendras) que contiene cerca de 20 kg de almendras sobre 100 kg de productos de cereal y almidón. Suele llevar en su interior frutos secos, así como añadidos de Zitronat y Orangeat. No es costumbre añadir a la masa de este stollen Persipan (una mezcla de mazapán y melocotón).

### Butterstollen
Butterstollen (Stollen de mantequilla) contiene cerca de 40 kg de mantequilla o de contenido graso similar a la mantequilla sobre cerca de 70 kg de frutos secos, también Zitronat y Orangeat, sobre 100 kg de productos de cereal y almidón. A unos 10 kg de frutos secos se pueden añadir almendras y una cierta cantidad de mazapán. No es costumbre añadir a la masa de este stollen Persipan (una mezcla de mazapán y melocotón).

### Marzipan-/Persipanstollen
Marzipan- o Persipanstollen: en ambos casos se trata de un Stollen que puede contener masa cruda bien de mazapán o de parsipán. Su peso en la mezcla no debe sobrepasar el cinco por ciento del peso total de la masa del Stollen.

### Mohnstollen
Mohnstollen (Stollen de semillas de amapola): contiene cerca de 20 kg de semillas de amapola que se puede comprar sin problemas en cualquier mercado de Alemania, todo ello sobre 100 kg de productos de cereal y almidón. La masa del Stollen se trabaja para que sea el relleno de este tipo de Stollen. Su apariencia final es muy típica de las tartas alemanas, tiene las semillas negras de amapola dispersas por el interior del bollo. A los frutos secos se añaden también Zitronat y Orangeat.

### Nuss-Stollen
Nuss-Stollen (Stollen de nueces): contiene aproximadamente 200 g de nueces. Se trabaja igualmente la masa para que las nueces sean el relleno del stollen y se suele picar en tamaños pequeños. La masa de nueces se mezcla sobre 100 kg de productos de cereal y almidón.

### Dresdner Stollen
El más clásico de los Stollen es el Dresdner Stollen. Para garantizar su elaboración y el correcto uso de los ingredientes se ha creado en Dresde la asociación "Schutzverbandes Dresdner Stollen" con el objeto de proteger al consumidor de posibles engaños, y tiene entidad legal desde el 26 de marzo de 1996, en que se consiguió que el Dresdner Stollen tuviera una marca registrada aprobada por la Deutschen Patent- und Markenamt. Así se pueden controlar los ingredientes de los Stollen que se venden en los mercados entre: "Echter Dresdner", Echter Dresdner Christstollen" y "Original Dresdner Christstollen®". Tras haber sido cocinado en el horno, el Stollen debe reposar 3 semanas en un sitio fresco, para que las frutas vayan dando el aroma y el sabor por su interior.